# Glen Canyondambrug
De Glen Canyondam brug is een stalen boogbrug over de Colorado in de Amerikaanse staat Arizona. De brug maakt deel uit van U.S. Route 89.
De brug werd gebouwd tussen 1957 en 1959 door de Bureau of Reclamation. De brug was noodzakelijk voor het transport van mensen en materiaal voor de bouw van de naastgelegen Glen Canyondam. Deze dam was noodzakelijk voor het vasthouden van water voor irrigatiedoeleinden en het opwekken van elektriciteit.
De brug heeft een lengte van 387 meter en twee rijbanen. Het wegdek ligt zo’n 200 meter boven het waterpeil van de rivier en het is hiermee een van de hoogste bruggen van het land. In 1959, bij de oplevering, was het de hoogste brug van de Verenigde Staten.